# 13722 Campobagatin
13722 Campobagatin eller 1998 QO54 är en asteroid i huvudbältet som upptäcktes den 27 augusti 1998 av LONEOS vid Anderson Mesa Station. Den är uppkallad efter Adriano Campo Bagatin.
Asteroiden har en diameter på ungefär 7 kilometer.